# 支持细胞瘤
支持细胞瘤（英語：Sertoli cell tumour, Sertoli cell tumor），是一种隶属于卵巢肿瘤或睾丸肿瘤下的一类性索间质肿瘤，是由支持细胞病变引起。尽管支持细胞细胞通常在睾丸中，而此类病变在被发现于卵巢中。
一类肿瘤同时产生病变的间质细胞和支持细胞的综合症，被称为支持间质细胞瘤。

## 诊断

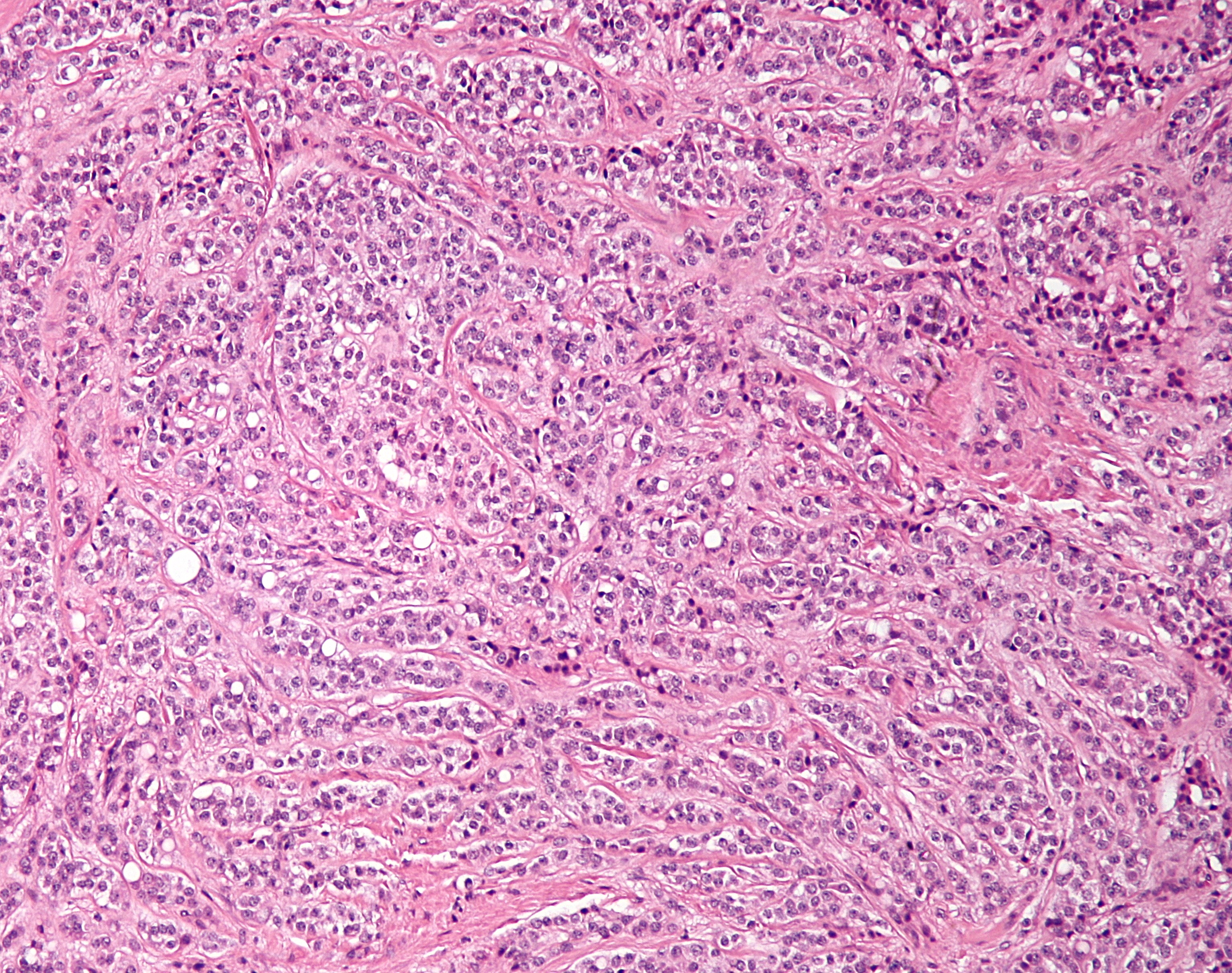
低度显微镜下的支持细胞瘤

由于肿瘤生成大量的雌性激素，1/3的女性患者都会有女性化的特征。卵巢肿瘤伴有内分泌紊乱情况下，会被诊断为间质细胞瘤、卵巢颗粒细胞瘤、或泡膜细胞瘤。最终诊断依赖于术中或术后组织学病理分析。

## 治疗
常见的支持细胞瘤治疗方式是手术，通常是保留生育功能的单侧输卵管卵巢切除术。对于恶性肿瘤，需要采用更激进的手术策略，并通常使用辅助化学疗法，一些时候需要放射疗法。在所有治疗过程中，需要保持多次物理检查与成像监控，因为在很多病例中，支持细胞瘤并没有引起肿瘤标记数值的增加。
预后效果通常很理想，肿瘤大多时候生长缓慢，而且是良性的。但对于恶性肿瘤的病例，因为其组织学不同，预后效果往往很差。
支持细胞瘤也存在于其他物种中，包括家鸭、狗类，和马类。

## 其他图像

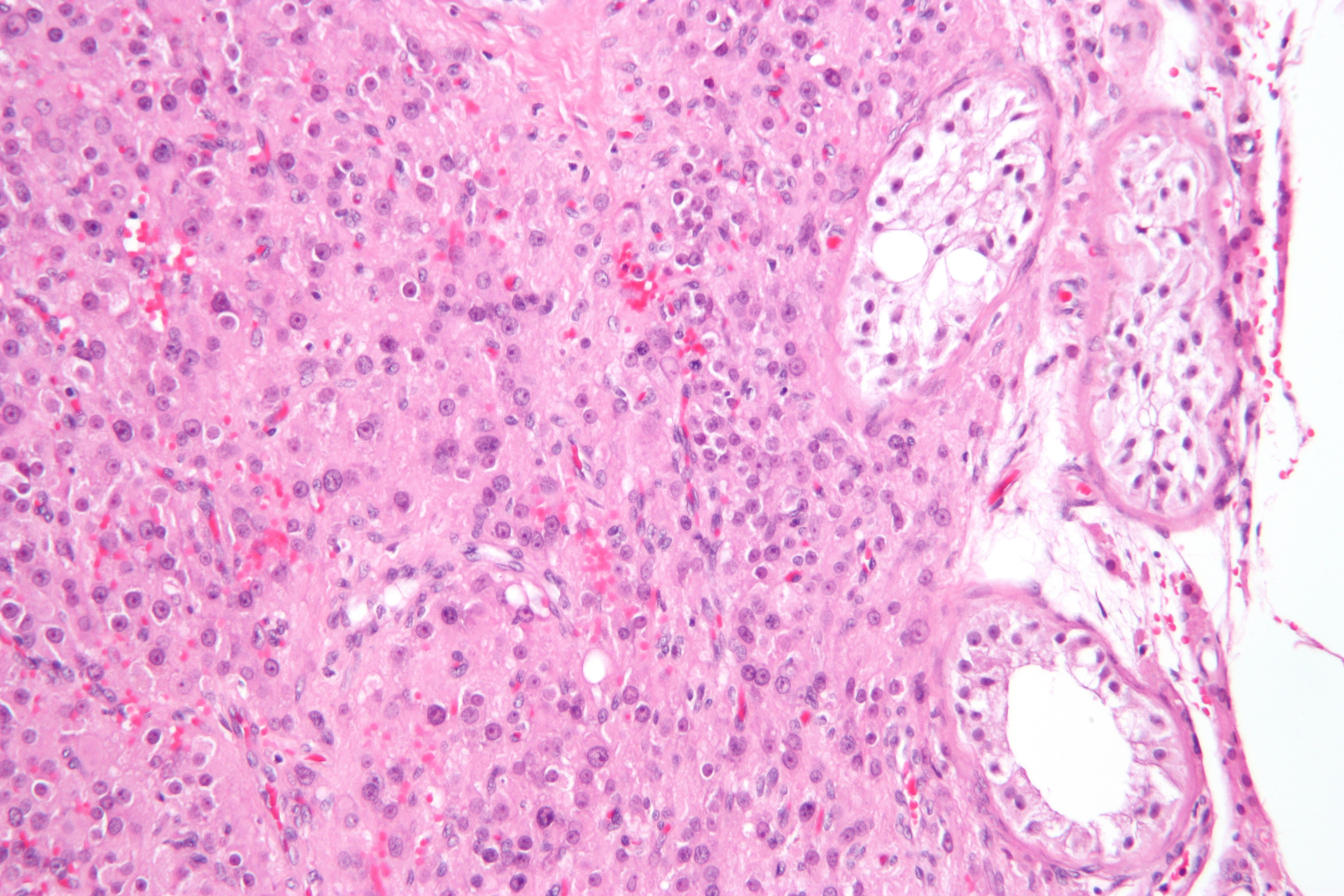
低密度显微镜下的支持细胞瘤
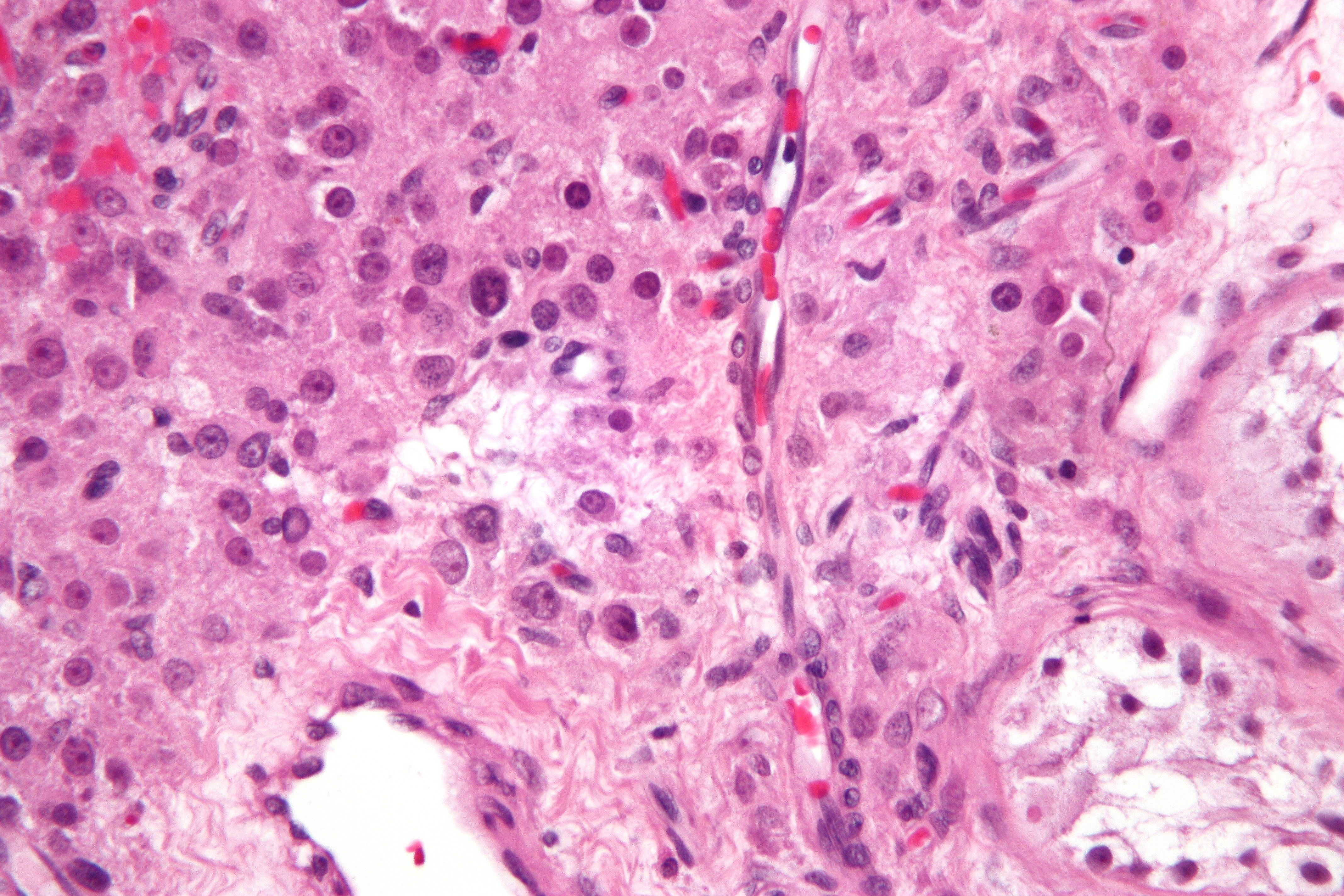
高密度显微镜下的支持细胞瘤

## 相关
- 雄性激素依赖综合征（英语：Androgen-dependent syndromes）
- 间质细胞瘤
- 支持间质细胞瘤
- 支持细胞团（英语：Sertoli cell nodule）